# Gruffydd ap Llywelyn
Gruffydd ap Llywelyn (1007 – 1063) fue el gobernante de todo el país de Gales desde al año 1055 hasta su muerte, el único monarca galés que consiguió extender su influencia sobre todo el territorio. Conocido como «Rey de los Britanos», era bisnieto de Hywel Dda y de Anarawd ap Rhodri de Gwynedd.

## Genealogía y primeros años
Gruffydd era el mayor de los dos hijos de Llywelyn ap Seisyll, que consiguió gobernar los reinos de Gwynedd y Powys. A la muerte de Llywelyn en 1023, Iago ab Idwal ap Meurig, miembro de la casa de Aberffraw se convirtió en gobernante de Gwynedd. 
De acuerdo con las historias, en su juventud Gruffydd fue un joven perezoso hasta el punto que en una noche de Año Nuevo fue expulsado de casa por su furiosa hermana. Mientras se apoyaba contra la pared de otra casa escuchó a un cocinero que estaba cociendo trozos de ternera en un caldero, que comentaba que había un trozo que por mucho que intentara sumergir en el agua hirviendo, siempre volvía a subir. Gruffydd decidió que esa señal se refería a sí mismo, y comenzó su ascenso al poder.

## Rey de Gwynedd y Powys
En 1039 Iago ab Idwal fue asesinado por sus propios hombres (su hijo Cynan ap Iago, que tenía unos cuatro años, fue exiliado en Dublín) y Gruffydd, que ya había conseguido usurpar el trono de Powys, se convirtió también en rey de Gwynedd. Poco después de llegar al poder sorprendió a un ejército del reino de Mercia en Rhyd y Groes, cerca de Welshpool y lo derrotó, matando a su líder Edwin, hermano de Leofric, conde de Mercia. 
Atacó el reino vecino de Deheubarth, gobernado por el rey Hywel ab Edwin. Gruffyd derrotó a Hywel en batalla en Pencader en 1041 y se llevó a la mujer de Hywel. Parece que Gruffyd consiguió despojar a Hywel de su reino en 1043, porque al año siguiente el rey destronado regresó acompañado de una flota danesa y desembarcó en la desembocadura del río Tywi para tratar de recuperar su reino. Sin embargo, Gruffyd consiguió derrotarlo de nuevo en un combate personal.
Gruffydd ap Rhydderch del reino de Gwent fue capaz de expulsar a Gruffyd ap Llywelyn de Deheubarth en 1047 y el vencedor se proclamó rey de Deheubarth después de que los nobles de Ystrad Tywi atacaran y mataran a 140 de los hombres de confianza de Gruffydd. Durante el año siguiente fue capaz de resistir varios contraataques de Gruffydd ap Llywelyn, que asimismo estuvo activo en la frontera entre Gales e Inglaterra en 1052, cuando atacó Herefordshire y derrotó a un ejército de ingleses y normandos cerca de Leominster.

## Rey de Gales
En 1055 Gruffydd ap Llywelyn consiguió matar a su rival Gruffydd ap Rhydderch en batalla y reconquistó el reino de Dehuebarth. Gruffydd se alió con Aelfgar, hijo de Leofric de Mercia, que había sido despojado de su condado en Anglia Oriental por Harold Godwinson y sus hermanos. Los dos aliados marcharon sobre Hereford, donde se enfrentaron con el conde Raúl el Tímido. Este ejército había sido organizado a la manera normanda, pero el 24 de octubre, Gruffydd lo derrotó. A continuación saqueó la ciudad y destruyó su castillo normando. 
El conde Harold lanzó un contraataque, por lo que los galeses se retiraron, y parece que construyó una fortificación en Longtown en Herefordshire antes de dedicarse a reconstruir Hereford. Poco después a Aelfgar se le devolvió el condado de su padre y se firmó un tratado de paz entre los contendientes.
Por esta época Gruffydd también fue capaz de conquistar Morgannwg y el reino de Gwent, junto con extensos territorios en la frontera de Inglaterra. En el año 1056 consiguió otra victoria sobre los ingleses cerca de Glasbury. Había conseguido la soberanía sobre todo Gales, y su dominio era reconocido por los ingleses.

## Muerte y sucesión
Gruffydd alcanzó un acuerdo con Eduardo el Confesor, pero la muerte de su aliado Aelfgar de Mercia en 1062 debilitó su poder e influencia entre los ingleses. A finales de 1062 el conde Harold Godwinson consiguió la aprobación del rey inglés para lanzar un ataque por sorpresa contra la corte de Gruffydd en Rhuddlan. Gruffyd casi fue capturado, pero fue advertido a tiempo de escapar por mar en uno de sus barcos, aunque el resto de su flota resultó destruida. En la primavera de 1063 el hermano de Harold, Tostig, dirigió un ejército por el norte de Gales mientras el propio Harold dirigía una flota hacia el sur de Gales para reunirse con el ejército de su hermano. Gruffydd fue obligado a refugiarse en Snowdonia, pero el 5 de agosto sus propios hombres lo asesinaron, según Brut y Tywysogion. La Crónica de Ulster afirma que fue asesinado por Cynan ap Iago en 1064, cuyo padre Iago ab Idwal había sido asesinado por el propio Gruffydd en el año 1039.  Gruffydd probablemente había hecho numerosos enemigos en el proceso de unir el país de Gales bajo su gobierno. Walter Map conserva un comentario del propio Gruffydd al respecto:
No hables de matar; sólo recorté los cuernos de los descendientes de Gales para que no dañaran su redil.
La cabeza de Gruffydd y el mascarón de proa de su barco fueron enviados a Harold.
Tras la muerte del rey Gruffydd, Harold se casó con su viuda Edith, aunque ella enviudaría de nuevo en 1066. El reino unificado por Gruffydd se dividió de nuevo en los reinos galeses tradicionales. Bleddyn ap Cynfyn y su hermano Rhiwallon llegaron a un acuerdo con Harold y recibieron el gobierno de Gwynedd y Powys. 
Cuando el mismo año Harold resultó derrotado y muerto en la Batalla de Hastings, los vencedores normandos llegaron hasta las fronteras de Gales y se enfrentaron a varios reinos divididos y a menudo enfrentados entre sí.
Gruffydd tuvo dos hijos que en 1069 desafiaron a Bleddyn y Rhiwallon en la batalla de Mechain, tratando de recuperar parte del reino de su padre. Sin embargo, fueron derrotados, y uno resultó muerto en la batalla y otro murió posteriormente debido a las heridas recibidas.

## Matrimonio y descendencia
Gruffydd se casó con Edith (en galés Ealdgyth) de Mercia, hija del conde Aelfgar. Tuvieron dos hijos:
- Maredudd ap Gruffydd (muerto en 1069).
- Idwal ap Gruffydd (muerto en 1069).

Gruffydd también tuvo una hija pero no es seguro si era hija de Edith o de un matrimonio anterior.
- Nesta verch Gruffydd, casada con Osbern FitzRichard de Richard's Castle.